# Grängshammar AB
Grängshammar AB var ett aktiebolag verksamt 1873–1887. Bolaget bildades genom att andelar i Grängshammars bruk byttes mot aktier i Grängshammar aktiebolag. Bolaget avslutades genom att det nystartade Ulfshytte Jernverks AB övertog alla tillgångar och skulder i Grängshammar aktiebolag.

## Bakgrund
1872 var Grängshammars bruk ett mycket gammalt och omodernt bruk som ägde en stor andel (cirka 17 000 tunnland) av Silvbergs socken varav en stor del var skogar inklusive en hytta i Ulfshyttan, en omodern smedja i Grängshammar, tre aktiva gruvor, såg, kvarnar, jordbruk, några tiotal arrendegårdar med mera. Grängshammars bruk ägde också ¼ av Smedjebackens valsverk och andelar i andra gruvor i närheten. 
En majoritet i bruket kontrollerades av några få personer som inte bodde i Silvberg.

## Grängshammar AB
Den stora nackdelen med att äga andelar i ett bruk var att delägarna var personligt ansvariga för bolagets skulder och förpliktelser. För att modernisera järnhanteringen krävdes stora investeringar. 1873 bildade därför Grängshammar Aktiebolag med i princip samma delägare som tidigare. Brukets disponent blev disponent för Grängshammar AB. Andelar i bruket löses in mot aktier i Grängshammar aktiebolag. De tre största delägarna erhöll mer än 80 % av aktierna i bolaget. Den första styrelsen utgjordes av grefve Axel Emil Wirsén, vice häradshövding H af Petersens samt friherre August Wigert. De två sistnämnda var på mödernet eller genom gifte jämväl tillhörande Wirsénska släkten (se Gustaf Fredrik Wirsén). Året efter ersattes greve Wirsén av godsägaren friherre Oscar von Otter. Wigert blev disponent, till skillnad från de övriga i styrelsen var han sedan ett antal år bosatt i Silvbergs socken. Enligt protokollen från bolagsstämmorna i Stockholm var disponent August Wigert och senare hans dödsbo den näst störste aktieägaren i slutet på 1870-talet fram till att bolaget avvecklades. Bolagsstämmorna kom att hållas i Stockholm. 1873 fick bruket en järnvägsstation, 11 km sydväst om Grängshammars bruk, 3 km nordväst om Ulfshytte hytta, som till en början hette Skräcka station.

## Utveckling av järnhanteringen
Efter slutet av kriget mellan Frankrike och Tyskland var priserna på järn höga så det nybildade bolaget investerade så skyndsamt som möjligt i att bygga en bessemerkonverter i direkt anslutning till hyttan i Ulvshyttan. Henry Bessemers patent hade gått ut 1870. Ulvshyttan var en av cirka 17 järnbruk i Sverige som på 1870-talet satsade på den nya tekniken.
Eftersom priserna på järn steg mycket det tysk-franska kriget 1870 genomfördes byggandet av en bessemerkonverteraren så snabbt som möjligt. Götstål från bessemerkonvertern i Ulfshyttan skulle bland annat levereras till Smedjebackens Valsverk som fått en order på järnvägsräls till Gävle–Dala Järnväg. Erfarenheterna från bessemerblåsningen i Ulvshyttan och andra bruk bevakades av Jernkontoret och organisationer med liknande syfte i utlandet. Det var en ny teknik som många andra järnproducenter ville lära sig mer om. Efter en kraftig stegringen av priserna på stål 1870-73 så sjönk prisnivån på stål till mindre än hälften år 1876 jämfört med toppåret 1873.
1877 stängdes den gamla smedjan i Grängshammar. Att tillverka stångjärn med vattendrivna hammare i smedjor kunde inte alls konkurrera med nya metoder att göra stål kombinerat med varmvalsning. Några få valsverk kunde producera många fler ton profiler, tråd och plåt än mer än 100 gamla bruk hade gjort i sina smedjor. Processen fick namnet bruksdöden. Genom köpet av Grängshammars bruk ägde bolaget också ¼ av Smedjebackens valsverk som brukets tidigare chef Olof Forsgren hade varit med om att grunda på 1850-talet. Tackjärn som tidigare gått till den egna smedjan i Grängshammar användes istället som råvara till bessemerstål.
Bergsingenjör Karl Carlsson (född 1848), anställd som bruksförvaltare i Ulvshyttan 1883–1893, utvecklade en speciell variant av besemerblåsningen som gjorde det möjligt att erhålla ett järn med låg kiselhalt från ett tackjärn med 2–3 % kiselhalt. Förbättringen av bessemerprocessen fick svenskt patent nr 316 år 1886 och uppmärksammades inom järnbranschen även i England, Tyskland, USA och Österrike.
Efter 1876 följde av lång rad år med dåliga resultat. Produktionen av tackjärn i Ulfshyttans masugn fortsatte dock att öka, bessemerverket fungerade, men priset på 100 kg stångjärn sjönk från 38 kr till 12 kr på grund av ökande konkurrens. Fram till 1882 hade delägarna fått en utdelning som motsvarade i medeltal 0,6 % av aktiekapitalet. Och ännu sämre resultat blev det sedan. Ulvshyttan saknade naturliga förutsättningar för en mer storskalig järnproduktion. Terrängen runt hyttan och bessemerverket är för kuperad. I ett styrelseprotokoll från sept 1883 klagas det på att torkan medfört att det just då inte fanns tillräckligt med vatten i ån för att ha full produktion; de luftpumpar som var nödvändiga för att trycka in luft i bessemerverket drevs rent mekaniskt med vattenhjul olika rent mekaniska anordningar. 
Domnarvets Jernverk hade Stora Kopparbergs Bergslag placerat där järnvägen korsar Dalälven. Domnarvet inköpte rätten att använda Carlssons metod och använde densamma för tillverkning av stora kvantiteter bessemerstål för järnvägsskenor.

## Övriga verksamheter
Övriga verksamheter i bolaget verkar ha rullat på som tidigare fram till 1887. Bolagets arrendatorer hade som förut skyldighet att leverera träkol och utföra ett visst antal dagsverken utan lön som arrende för arrendegårdarna. Det byggdes en för socknen stor ladugård för jordbruket i Grängshammar

## Kris
När disponent  August Wigert hastigt avlidit år 1883 blev det även en ledningskris för bolaget. Wigert var som ovan nämnts den ende i styrelsen som länge hade bott i Silvbergs socken. Redovisningen visar förluster. Flertalet aktier med rösträtt ägdes av dödsboet efter Wigert och andra personer som inte hade intresse, möjlighet eller kvalifikationer att leda bolaget ur krisen. Bergsingenjör Karl Carlsson blev 1883 förvaltare i Ulvshyttan, vice häradshövding af Petersens blev tillfällig disponent 1883–1885. Försök att få mer krediter misslyckades. Bolaget tappade stora order till konkurrenter. af Petersens efterträddes som disponent av friherre Oscar Sebastian von Otter. Han fick enligt ett styrelseprotokoll problem med hälsan. 1886 beslutade bolagsstämman att försöka sälja bolagets egendom och begära upplösning av Grängshammar aktiebolag. 1887 accepterades ett anbud på bolagets tillgångar och skulder från det nybildade bolaget Ulfshytte Jernverks AB, ett bolag med delvis andra aktieägare.